# Hengshan (köpinghuvudort i Kina, Jiangxi Sheng, lat 28,32, long 118,20)
Hengshan (kinesiska: 横山) är en köpinghuvudort i Kina. Den ligger i provinsen Jiangxi, i den sydöstra delen av landet, omkring 230 kilometer öster om provinshuvudstaden Nanchang. Antalet invånare är 35 097. Befolkningen består av 17 188 kvinnor och 17 909 män. Barn under 15 år utgör 25,0 %, vuxna 15-64 år 66 %, och äldre över 65 år 7,0 %.
Runt Hengshan är det tätbefolkat, med 511 invånare per kvadratkilometer. Hengshan är det största samhället i trakten. I omgivningarna runt Hengshan växer i huvudsak blandskog.
Genomsnittlig årsnederbörd är 2 682 millimeter. Den regnigaste månaden är juni, med i genomsnitt 514 mm nederbörd, och den torraste är oktober, med 39 mm nederbörd.